# Colletes trigonatus
Colletes trigonatus är en biart som beskrevs av Cockerell 1933. Colletes trigonatus ingår i släktet sidenbin, och familjen korttungebin. Inga underarter finns listade i Catalogue of Life.